# Patroclo

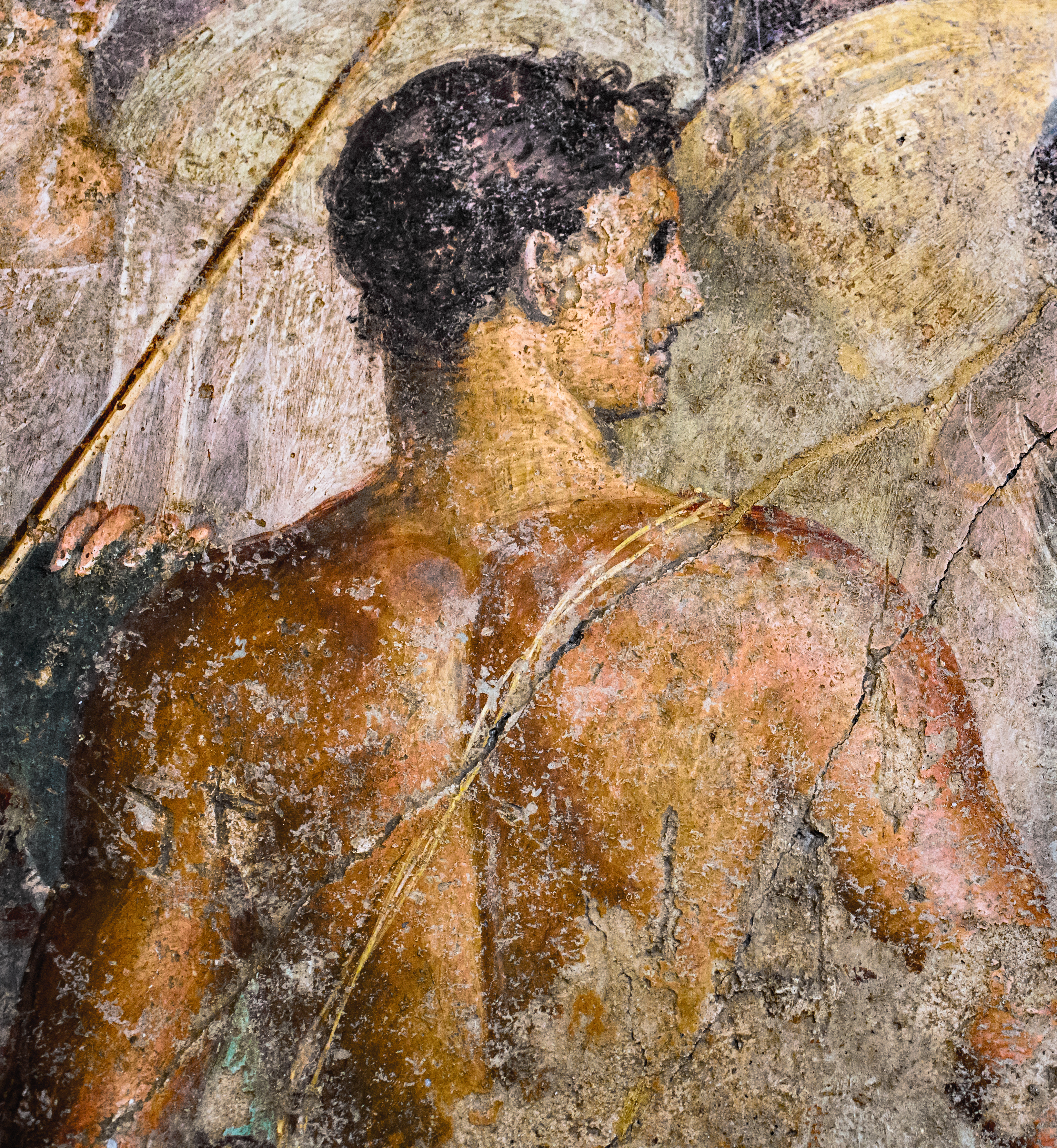
Patroclo en un antiguo fresco de la Casa del Poeta Trágico en Pompeya, (Museo Arqueológico Nacional de Nápoles)

En la mitología griega, Patroclo (en griego antiguo y moderno Πάτροκλος Pátroklos; en latín Patroclus; literalmente ‘la gloria [κλέος] del padre [πατρός]’) es uno de los héroes griegos de la guerra de Troya, descrita principalmente en la Ilíada. Es especialmente recordado por ser el compañero de Aquiles.

## Familia y descripción
Su padre fue Menecio, uno de los argonautas. Hay distintas tradiciones sobre la identidad de su madre: Esténele, hija de Acasto; o Periópide, hija de Feres; o Polimele, hija de Peleo; o Filomela; o bien Damocratea, hija de Egina y Zeus. A Patroclo se le describe al menos una hermana, Mirto, una hija de Menecio que por Heracles fue padre de Euclea. Otros dicen que Abdero era hermano de Patroclo. Dares Frigio dice que Patroclo «era de bello cuerpo, de ojos azules, de grandes fuerzas, respetuoso, decidido, prudente y dadivoso».

## Elementos homéricos

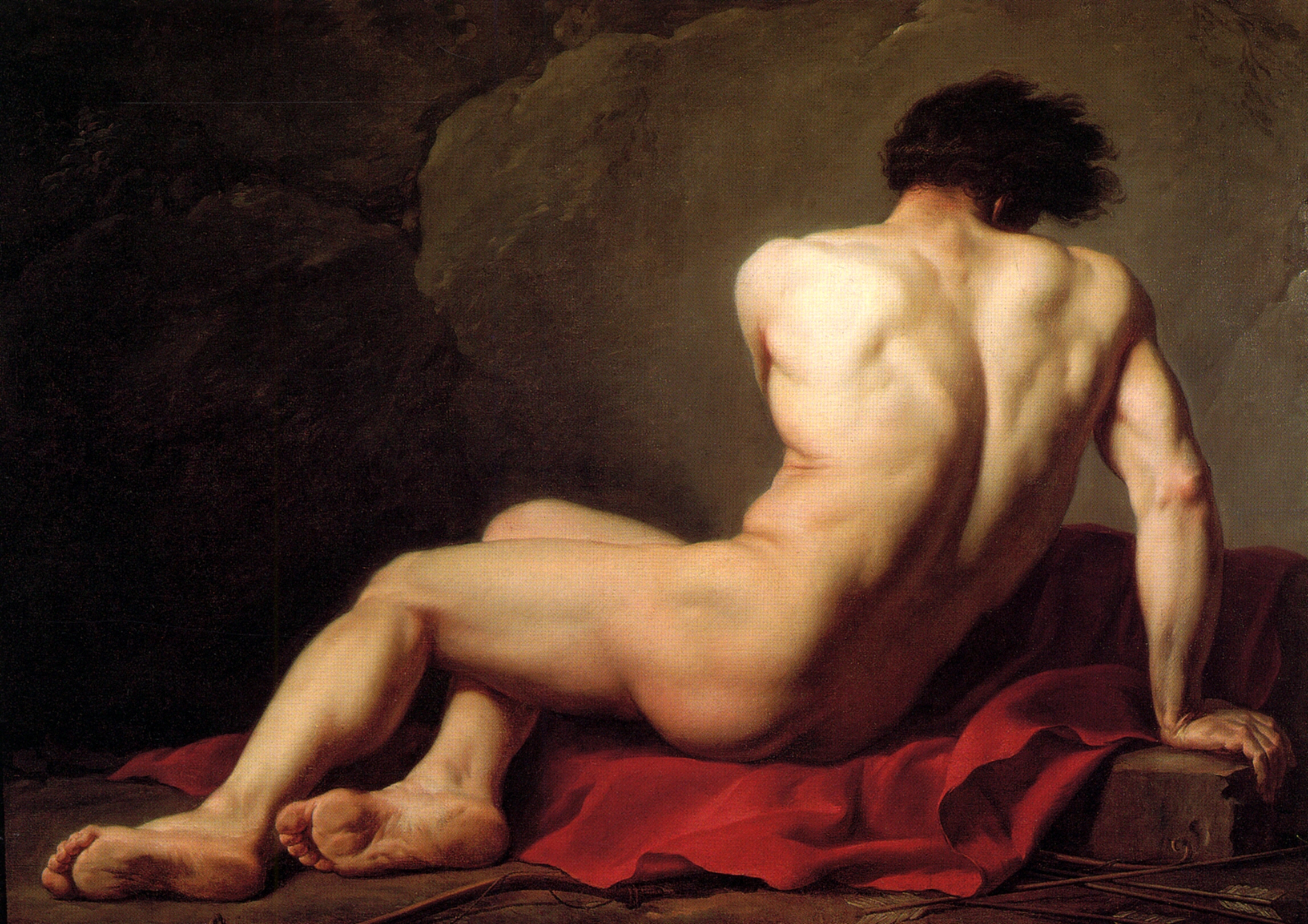
Patroclo, por Jacques-Louis David (1780). Museo de Bellas Artes Thomas Henry, Cherburgo-Octeville (Francia).

### Antes de la guerra
Su padre, Menecio, lo envía a Ftía, donde se hizo compañero. Está presente, al igual que Aquiles y su padre, cuando Néstor acude a la corte de Peleo con el fin de reclutar guerreros para la expedición contra Troya; es invitado al mismo tiempo que el Pelida Aquiles y acepta. Su padre le da los siguientes consejos:

¡Cría de mí!, en linaje ventaja Aquiles te lleva,
mas tú eres mayor en edad, y él mejor con mucho en fuerzas:
pues, ea, tú a hablarle en sabia palabra y darle en prudencia
vía y señal, que él te ha de atender para bien y a las buenas.

### En Troya

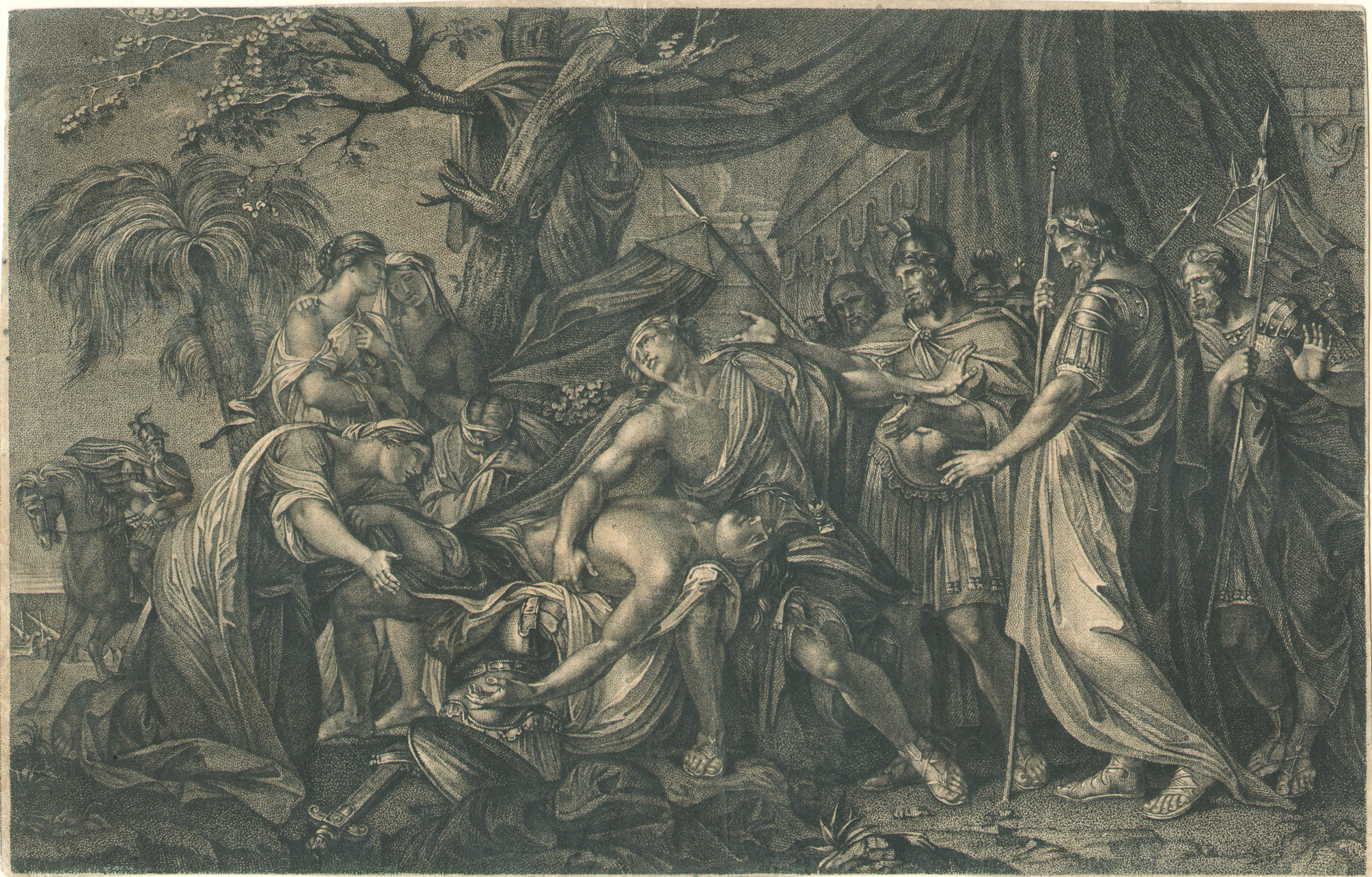
Domenico Cunego Aquiles lamenta la muerte de Patroclo, 1764, aguafuerte

Patroclo aparece como compañero de armas (θεράπων) de Aquiles. La Ilíada duda en cuanto a su cometido exacto: el canto XVII muestra a los caballos del Pelida llorando la muerte de «el que los guiaba». Automedonte, el auriga de Aquiles, describe a Patroclo como el más dotado manejando los caballos. En el Canto XIX de la Ilíada, Aquiles pide a sus caballos que traigan de vuelta «a quien los conduce», refiriéndose a sí mismo, a pesar de que el auriga Automedonte ha subido al carro antes que él. En la Odisea, el alma de Agamenón dice a la de Aquiles que el cuerpo de este, recién muerto, yacía «olvidado del arte de guiar los carros». Otros indicios permiten suponer que Patroclo acudía al combate en un carro separado y que se batía luego junto a Aquiles. Además, sirve de mensajero a Aquiles, que lo envía a Néstor, en el canto XI, en busca de noticias sobre la identidad del herido que ha sido llevado al campamento aqueo. Asimismo, en el canto I, Patroclo acude por orden de Aquiles a buscar a Briseida para entregarla a Agamenón. Cuando Néstor acude acompañado por Fénix a implorar a Aquiles que vuelva al combate, es Patroclo quien prepara el vino y los alimentos para los invitados.
Cuando, encolerizado, Aquiles se encierra en su tienda tras haber discutido con Agamenón, Patroclo cesa igualmente de combatir. En el canto XVI (llamado también Patroclea, Πατρόκλεια), mientras los troyanos recuperan terreno a los griegos y amenazan con quemar sus naves, Aquiles autoriza a Patroclo a ponerse su armadura y lanzarse al combate a la cabeza de sus Mirmidones. Durante su aristia, Patroclo mata a algunos troyanos, entre ellos a Sarpedón, hijo de Zeus, antes de toparse con Héctor, que es ayudado por Apolo. El dios, envuelto en una nube, lo golpea en la espalda; acto seguido, Euforbo, hijo de Panto, lo hiere de nuevo en el mismo lugar y huye enseguida a la carrera. Por último, Héctor da muerte a Patroclo y lo despoja de sus armas. Menelao y Áyax el Grande protegen su cuerpo y se lo entregan a Aquiles, quien decide entonces retomar las armas para vengarlo.
Tetis, madre de Aquiles, da de beber a Patroclo néctar y ambrosía para evitar que su cadáver se corrompa y, al mismo tiempo, Aquiles se enfrenta a Héctor y lo vence. El Pelida ofrece luego a los griegos un festín en honor de Patroclo, al final del cual se le aparece el muerto y le suplica que queme su cadáver lo antes posible. A la mañana siguiente, Aquiles ordena construir una pira funeraria para Patroclo, se corta un mechón de la cabellera y sacrifica bueyes, corderos, perros y caballos, así como a doce jóvenes nobles de Troya.

### Juegos funerarios

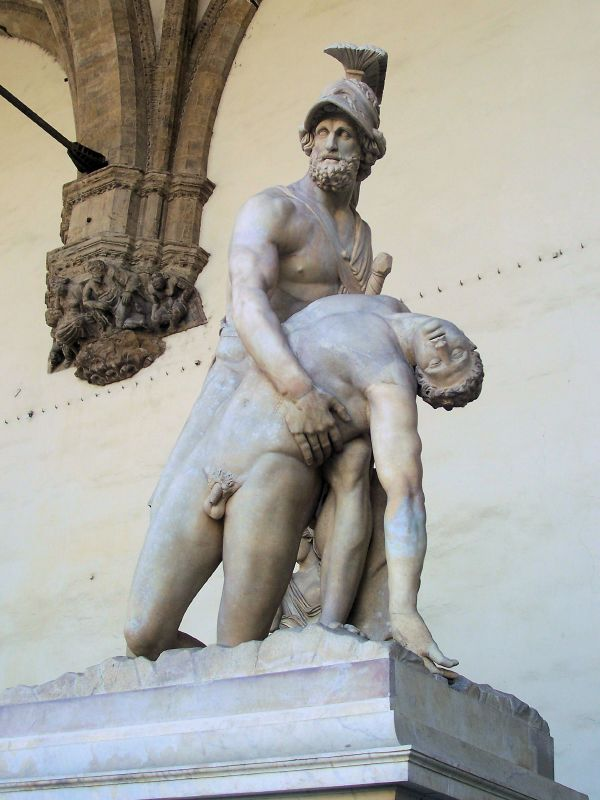
Menelao llevando el cuerpo de Patroclo, copia de un original griego en la Loggia dei Lanzi, Florencia.

Tras la incineración de Patroclo, Aquiles organiza en su honor unos juegos que incluyeron:
- Una carrera de carros, ganada por Diomedes, que obtiene como primer premio una esclava y un trípode. Antíloco llega segundo —haciendo trampa—, Menelao tercero, Meríones cuarto y Eumelo último; sin embargo, Aquiles le adjudica el segundo premio.
- Un pugilato, ganado por Epeo, que obtiene una mula.
- Una prueba de lucha libre, disputada por Áyax el Grande y Ulises. Aquiles los declara iguales.
- Una carrera a pie, ganada por Ulises, que obtiene una crátera de plata. Áyax llega segundo y recibe un buey, Antíloco es tercero y recibe medio talento de oro, premio previsto inicialmente, así como un segundo talento de oro por haber halagado hábilmente a Aquiles el de los pies ligeros.
- Una hoplomaquia (lucha con armas), disputada por Diomedes y Áyax. Aquiles los juzga iguales y se reparten la lanza, el escudo y el yelmo de Sarpedón, mientras que Diomedes recibe además un sable tracio.
- Una prueba de lanzamiento de peso, ganada por Polipetes, que obtiene dicho peso en hierro bruto.
- Una prueba de tiro con arco, ganada por Merión, que obtiene diez hachas de doble hoja. El perdedor, Teucro, obtiene diez hachas sencillas.
- Una prueba de lanzamiento de jabalina, que no llega a disputarse ya que Aquiles detiene a los dos contendientes, Agamenón y Merión, y dice que todos saben que el Atrida es el más fuerte. Este obtiene un caldero de estrena y Merión una lanza de bronce.

Estos juegos, consignados en el canto XXIII de la Ilíada, son, junto a los organizados por Alcínoo en la Odisea, uno de los testimonios más antiguos del deporte en la antigua Grecia.

## Elementos no homéricos

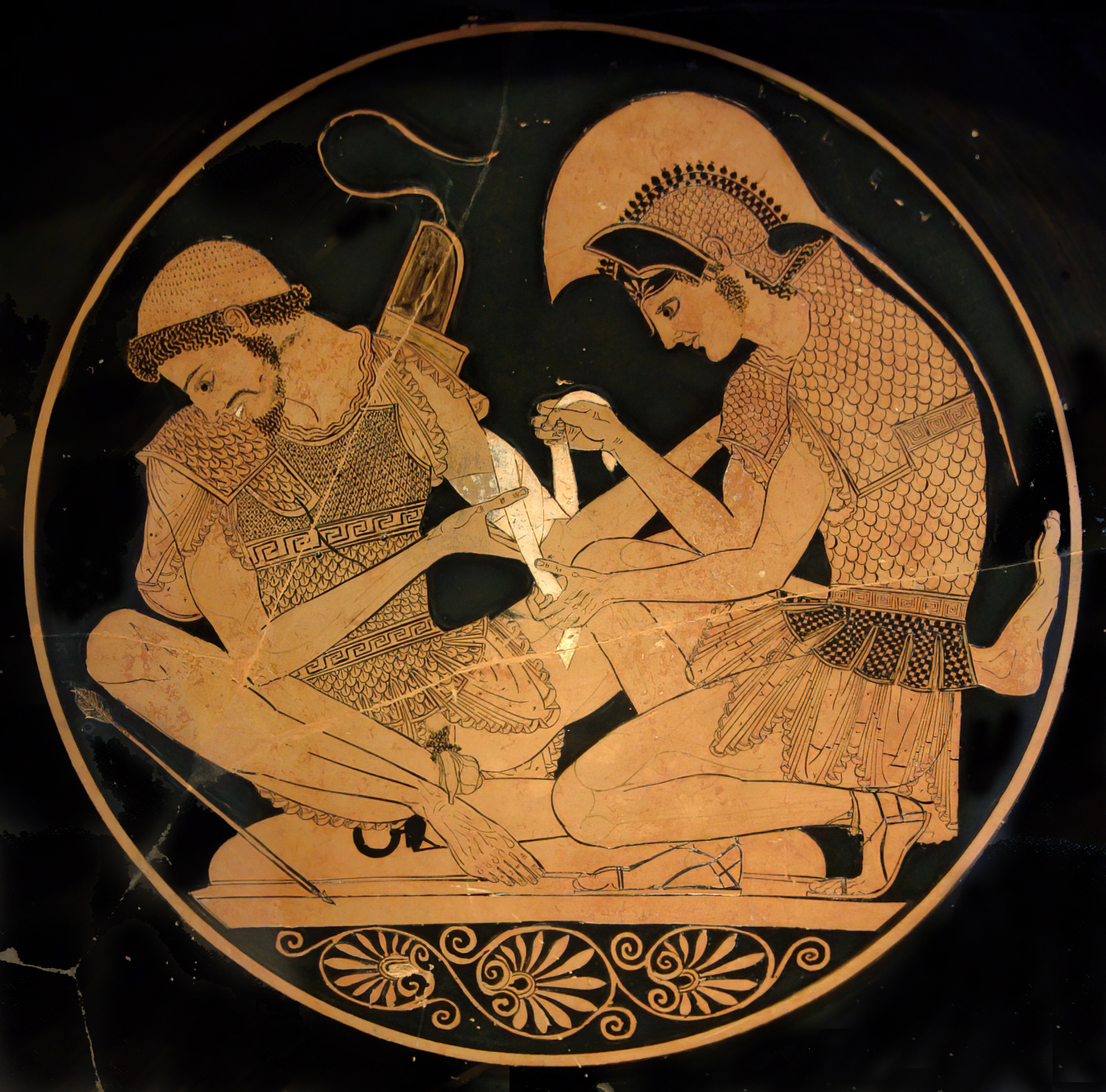
Aquiles vendando a Patroclo: kílix de figuras rojas, v. 500 a. C., Staatliche Museen (Berlín).

Autores como Apolodoro dan otra versión sobre el pasado de Patroclo. En Opunte mató por accidente a Clitónimo, hijo de Anfidamante, durante una discusión sobre el juego de la taba cuando aún era joven. Huyó, junto con su padre, y fue recogido por Peleo, que le dio por compañero a su hijo Aquiles. Apolodoro lo presenta después como uno de los pretendientes de Helena, pero este hecho es poco verosímil en la medida en que muchos pretendientes eran de mayor rango que él.
En los Cantos Ciprios, epopeya del Ciclo Troyano, se nombra a Patroclo entre los que venden a Licaón, hijo de Príamo, cuando es capturado por los aqueos. La Ilíada confirma este hecho en el canto XXIII, a pesar de que no se nombra a Patroclo al respecto en el canto XXI.
En las Olímpicas (Ολυμπιόνικοι), Píndaro presenta a Patroclo en compañía de Aquiles cuando este último asola la ciudad de Teutrania (Misia). Quizás ilustra este hecho un famoso vaso de cerámica que muestra a Aquiles vendando una herida de Patroclo.
Todos estos elementos permiten suponer que el personaje de Patroclo no es una invención homérica. Además, en el Canto I se lo presenta por primera vez sencillamente como «el hijo de Menecio», que está escoltando a Aquiles y sus compañeros cuando el héroe abandona el consejo de los reyes. Esto permite suponer que se trataba de una figura muy conocida a la que no era necesario nombrar personalmente ni presentar. También se ha sugerido la posibilidad de que Patroclo no fuera más que un personaje secundario al que Homero otorgó una importancia inédita.

## Patroclo y Aquiles

### Controversia sobre la naturaleza de su relación
La amistad de Patroclo y Aquiles es proverbial y sin embargo, desde el siglo V a. C., algunos griegos ven en ella algo más. En general, los autores griegos añaden en esa época un componente romántico a amistades míticas como las de Orestes y Pílades, Teseo y Pirítoo o Heracles y Yolao. En este caso, no pretenden saber si Patroclo y Aquiles eran amigos o amantes, sino por qué Homero se muestra reservado sobre dicha relación, y si Patroclo era el erómeno de Aquiles o viceversa. En su obra Contra Timarco, el orador ateniense Esquines declara lo siguiente:

Aunque Homero alude numerosas veces a Patroclo y a Aquiles, pasa silenciosamente sobre su deseo (ἔρως) y evita señalar su amor (φιλία), al considerar que la intensidad de su afecto (εὔνοια) estaba clara para los lectores cultivados. Aquiles declara en algún lugar (...) que, involuntariamente, ha infringido la promesa hecha a Menecio, padre de Patroclo, pues le había asegurado que lo traería de vuelta a Opus sano y salvo si Menecio se lo confiaba y lo enviaba a Troya con él.

Eso a pesar de que en el canto IX de la Iliada (versos 663-668) se presenta a Aquiles y Patroclo durmiendo cada uno con una mujer, Aquiles con Diomede y Patroclo con Ifis, mujer que por cierto, el propio Aquiles entregó a Patroclo.
En efecto, para muchos griegos, la desmesurada emoción que muestra Aquiles tras la muerte de Patroclo, así como su exaltación en la venganza, permiten dudar sobre la naturaleza de sus relaciones. Las reservas de Homero se interpretaron como un signo de discreción. Esquilo desarrolla este tema en su tragedia perdida Los Mirmidones, en la que representa sin rodeos a Aquiles llorando sobre el cuerpo de su amigo mientras alaba la belleza de sus caderas y añora sus besos. Tanto en Esquilo como en Esquines, Aquiles es el erastés y Patroclo el erómeno.
Es posible poner en duda dicha versión si se parte del detalle de la barba: Patroclo la lleva, mientras que Aquiles carece de ella. De hecho, es posible pensar que Aquiles era el joven erómeno y Patroclo el erastés —de edad más avanzada—, más aún cuando la admiración provocada por el amor es la de Patroclo hacia Aquiles; hecho que corroboraría dicha idea. Lo que es por supuesto incontestable es que los dos hombres se quieren —amor o amistad— por igual.
Esto mismo es lo que expone Platón en El Banquete cuando hace decir a Fedro que «Esquilo desvaría al afirmar que Aquiles era el amante de Patroclo, cuando era más hermoso no sólo que Patroclo, sino también que todos los héroes juntos, y aún no le había crecido la barba, por lo que era mucho más joven, según afirma Homero.» A pesar de este desacuerdo, tampoco Fedro tiene duda alguna sobre la relación entre Patroclo y Aquiles.
Posteriormente, sin embargo, la tradición se estabiliza en torno a la versión de Esquilo, en conformidad con el estatus social de los dos hombres. Así, Claudio Eliano, declara en su Varia Historia: «Alejandro puso una corona sobre la tumba de Aquiles y Hefestión sobre la de Patroclo, queriendo insinuar Hefestión que él era el favorito de Alejandro como Patroclo de Aquiles.» La polémica de los antiguos sobre el papel de cada uno demuestra, según dice Bernard Sergent, que la relación entre Aquiles y Patroclo no está vinculada al modelo pederasta: se trata simplemente de una relación de amigos entre jóvenes de la misma generación.

### Patroclo, doble de Aquiles
En el momento de su muerte, Patroclo simboliza el doble de Aquiles, ya que, mientras en los cantos precedentes, Patroclo se distinguía únicamente por la amistad que profesa a Aquiles y por su generosidad con él, súbitamente el Canto XVI (La Patroclea) lo presenta convertido en héroe que lo barre todo durante su aristía. Mata primero a Pirecmes, jefe de los Peonios, a Areilico, Prónoo, Téstor y Erilao; y luego a Erimante, Anfótero, Epalteo, Tlepólemo Danastórida, Equio, Pires, Ifeo, Evipo y Polimelo Argéada. Acto seguido se encuentra con un contendiente de mayor envergadura: Sarpedón, jefe de los guerreros licios e hijo de Zeus. Patroclo mata a Sarpedón en un duelo que recuerda al de Aquiles y Memnón, jefe de los etíopes. La lucha entre Aquiles y Memnón fue inmortalizada en la Etiópida, una de las epopeyas del Ciclo Troyano que luego fue retomada por Quinto de Esmirna en especial.
Tras haber matado a Sarpedón, Patroclo sigue sus impulsos y decide atacar la mismísima Troya. Se trata del único caso, antes que el de Aquiles, en que un héroe decide él solo un ataque contra las murallas de la ciudad. Dicho episodio es típico de Aquiles, y permite sugerir la transposición de los temas típicos del Pelida en Patroclo. Este último continúa abriendo una mortífera brecha matando a Adrasto, Antónoo, Equeclo, Périmo Mégada, Epístor, Melanipo, Elaso, Mulio y Pilartes. Homero declara entonces que «los Aqueos a Troya la altiva habrían tomado bajo Patroclo» si no hubiera sido detenido por Apolo, quien le dice —ahondando en el paralelismo—:

¡Tírate atrás, celestial Patroclés! No es, no, de tus hados

tomar a tu lanza el alcázar de los altivos troyanos,

ni a la de Aquiles tampoco, que más que tú vale tanto.

A continuación, Patroclo retrocede un paso, para seguidamente retomar la lucha y morir al punto. Al igual que Aquiles, muere a manos de un mortal —Paris en el caso de Aquiles, Euforbo y luego Héctor en el de Patroclo— ayudado por un dios —Apolo en ambos casos—. Patroclo y Aquiles mueren ante las murallas de Troya, y allí son inhumados. Tanto en un caso como en otro, una larga batalla de un día entero tiene lugar junto a sus cuerpos, que son protegidos por Áyax. Por último, los juegos funerarios organizados por Aquiles en honor de Patroclo sorprenden por su magnitud, que es desproporcionada a su linaje. De hecho, son exactamente iguales que los que serán organizados después en honor de Aquiles.

### Patroclo, doble de Antíloco
En su muerte, Patroclo es el doble de Aquiles, y lo es también de Antíloco, hijo de Néstor, y amigo muy apreciado por el Pelida, a quien los aqueos encargan precisamente que le anuncie la muerte de Patroclo. Antíloco muere a manos de Memnón, que le quita sus armas. Aquiles, enfurecido, decide vengar su muerte y desafía al etíope a un duelo, episodio comparable punto por punto a la muerte de Patroclo y la posterior venganza de Aquiles.